# Tephrosia smallii
Tephrosia smallii là một loài thực vật có hoa trong họ Đậu. Loài này được (Vail) Robinson miêu tả khoa học đầu tiên.